# Zaucha
Die Zaucha ist ein linker Zubringer zur Url bei Bubendorf in Niederösterreich.
Die Zaucha, der bedeutendste Nebenfluss der Url, entspringt bei Kürnberg und fließt zunächst nach Westen ab, um dann in einem großen Bogen über Sträussl und Holzschachen auf Sankt Johann in Engstetten zuzufließen, wo zunächst der Tempelmeierbach von links einfließt und danach von rechts der aus Weistrach abfließende Weistrachbach. Dieser entspringt ebenfalls bei Kürnberg, fließt aber nach Osten ab. Nach der Aufnahme des Leitenbaches mündet die Zaucha schließlich bei Bubendorf in die Url und entwässert dabei ein Einzugsgebiet von 58,5 km² in weitgehend offener Landschaft.